# Епархия Шимойо
Епархия Шимойо (лат. Dioecesis Cimoiana) — епархия Римско-Католической церкви c центром в городе Шимойо, Мозамбик. Юрисдикция епархии Шимойо распространяется на провинцию Маника. Епархия Шимойо входит в митрополию Бейры. Кафедральным собором епархии Шимойо является церковь Непорочного Зачатия Пресвятой Девы Марии.

## История
19 ноября 1990 года Римский папа Иоанн Павел II издал буллу Quod vehementer, которой учредил епархию Шимойо, выделив её из архиепархии Бейры.

## Ординарии епархии
- епископ Francisco João Silota M.Afr.[1] (19.11.1990 — 2 .01.2017, в отставке);
- епископ João Carlos Hatoa Nunes (2.01.2017 — 15.11.2022 — назначен архиепископом-коадъютор архиепископа Мапуту);
  - Sede vacante (15.11.2022 — по настоящее время).